# Tiền Phong, Thường Tín
Tiền Phong là một xã thuộc huyện Thường Tín, thành phố Hà Nội, Việt Nam.
Xã Tiền Phong có diện tích 4,81 km², dân số năm 1999 là 7199 người, mật độ dân số đạt 1497 người/km².